# Kościół Świętego Krzyża w Lublinie
Kościół Świętego Krzyża w Lublinie (kościół akademicki KUL) – rzymskokatolicki kościół pod wezwaniem Świętego Krzyża przy ulicy Idziego Radziszewskiego 7 w Lublinie, w archidiecezji lubelskiej. Pierwotny kościół powstał według legendy w 1434, kiedy to gdański kupiec Henryk próbował ukraść lubelską relikwię drzewa Krzyża Świętego z kościoła dominikanów. Pod osłoną nocy chciał wywieźć relikwię z miasta, ale już poza murami woły stanęły i nie chciały dalej ciągnąć wozu. Przerażony Henryk zawrócił do miasta, oddał relikwię, a następnie ufundował w miejscu cudownego zdarzenia drewniany kościół. Pierwotny kościół istniał do początku XVII wieku, kiedy to rajcy Lublina zapragnęli utworzyć w dużym już wówczas mieście drugą parafię, w związku z czym na miejscu starego drewnianego kościoła św. Krzyża wystawili nowy, murowany. Do utworzenia drugiej parafii w Lublinie wówczas nie doszło, w zamian za to powiększono stan osobowy duchowieństwa lubelskiej fary św. Michała, a kościół św. Krzyża pod koniec XVII wieku został przejęty przez dominikanów obserwantów, którzy wybudowali przy nim klasztor. Zakonnicy przebywali w tym miejscu do III rozbioru Polski, po którym rząd austriacki skasował "nieużyteczne" klasztory (pozostawiając tylko te, które np. prowadziły działalność szkolną, jak pijarzy). Lubelski klasztor dominikanów obserwantów zamieniono na koszary, rozbudowując go znacznie. Koszary tzw. Świętokrzyskie (od wezwania kościoła) mieściły się w nim do pocz. lat 20. XX wieku, kiedy to budynki oddano w użytkowanie nowo powstałemu Uniwersytetowi Lubelskiemu (obecnie KUL), który mieści się tam do dziś. W latach międzywojennych budynki zespołu, zwłaszcza kościół, zostały odnowione i częściowo przebudowane pod kierunkiem i według projektów Mariana Lalewicza.